# Lee Bodimeade
Lee Bodimeade (né le 12 février 1970) est un joueur de hockey sur gazon australien. Il participe aux Jeux olympiques d'été de 1992 et il remporte la médaille d'argent de la compétition.

## Palmarès

### Jeux olympiques
- Jeux olympiques de 1992 à Barcelone,  Espagne
  -  Médaille d'argent.